# فیلیپو مانچینی
فیلیپو مانچینی (به انگلیسی: Filippo Mancini) (زاده ۱۳ اکتبر ۱۹۹۰ جنوا) بازیکن فوتبال اهل ایتالیا است. او تاکنون در تیمهای اینتر میلان، منچستر سیتی، مونزا و بلاریا بازی کرده‌است او فرزند روبرتو مانچینی وبرادر آندره‌آ مانچینی است